# Michaił Tomaszewski
Michaił Wikientiewicz Tomaszewski, ros. Михаил Викентьевич Томашевский (ur. ? w Rydze, zm. w 1968 r. w Chicago) – rosyjski wojskowy (porucznik), oficer Rosyjskiej Armii Wyzwoleńczej, a następnie Sił Zbrojnych Komitetu Wyzwolenia Narodów Rosji podczas II wojny światowej, emigracyjny działacz i publicysta antykomunistyczny.

## Życiorys
Ukończył Czugujewską Szkołę Wojskową. Brał udział w I wojnie światowej w stopniu podporucznika, a następnie porucznika. Podczas wojny domowej w Rosji służył w załodze pociągu pancernego "Generał Aleksiejew", a potem "Na Moskwę". Uczestniczył w walkach z wojskami bolszewickimi na Donbasie, pod Carycynem, pod Charkowem i pod Noworosyjskiem. W połowie listopada 1920 r. został ewakuowany z Krymu do Gallipoli. Zamieszkał w Królestwie SHS. Pod koniec lat 20. współpracował z organizacją dywersyjną gen. Aleksandra P. Kutiepowa. W 1932 r. wstąpił do Narodowego Związku Pracujących (NTS). Od 1943 r. służył w Rosyjskiej Armii Wyzwoleńczej (ROA), zaś od końca 1944 r. Sił Zbrojnych KONR. W końcówce II wojny światowej pełnił funkcję pełnomocnego przedstawiciela Komitetu Wyzwolenia Narodów Rosji (KONR) do prowadzenia rozmów z wojskami alianckimi. Po zakończeniu wojny działał w kierunku uchronienia byłych "własowców" przed repatriacją do ZSRR. W połowie lat 50. wystąpił z NTS. Współpracował z antykomunistycznymi organizacjami emigracyjnymi Czechów, Polaków i Serbów. Zamieszkał w USA. Został działaczem Amerykańsko-Rosyjskiego Komitetu Antykomunistycznego w Chicago. W 1962 r. wstąpił do Związku Walki o Wyzwolenie Narodów Rosji (SBONR). Prowadził działalność publicystyczną. Przetłumaczył na rosyjski książkę Jürgena Thorwalda pt. "Wenn sie verderben wollen", dotyczącą historii ROA.